# Wanogara Kulon
Wanogara Kulon is een bestuurslaag in het regentschap Purbalingga van de provincie Midden-Java, Indonesië. Wanogara Kulon telt 1522 inwoners (volkstelling 2010).